# Лушаку, Исмет
Исмет Лушаку (швед. Ismet Lushaku; род. 22 сентября 2000, Эскильстуна) — косовский и шведский футболист, полузащитник клуба «Варберг».

## Клубная карьера
Является воспитанником клуба «ИФК Эскильстуна». В шестнадцатилетнем возрасте перебрался в другой местный клуб — «АФК Эскильстуну» с которым впоследствии подписал первый профессиональный контракт. В феврале 2019 года впервые попал в официальную заявку основной команды клуба на матчи группового этапа кубка Швеции, но на поле не появлялся. 18 мая в игре десятого тура с «Хельсингборгом» дебютировал в чемпионате страны, заменив на 60-й минуте Вильхельма Лёпера. По итогам сезона клуб занял последнюю строчку в турнирной таблице и вылетел в Суперэттан. Там Лушаку провёл два сезона, за время которых принял участие в 52 матчах и забил два мяча.
Весной 2020 года Лушаку получил приглашение на просмотр в молодёжной команде лондонского «Арсенала», но из-за пандемии COVID-19 не смог прибыть в расположение клуба.
17 января 2022 года перешёл в «Варберг», заключив контракт, рассчитанный на четыре года.

## Карьера в сборной
В мае 2019 года впервые был вызван в сборную Косова до 21 года на отборочные матчи чемпионата Европы с Андоррой и Турцией. В первом матче с Андоррой появился на поле во втором тайме, заменив на 66-й минуте Мирлинда Даку.
В декабре 2019 получил вызов от тренерского штаба национальной сборной на январский товарищеский матч со сборной Швеции. В этом матче, состоявшемся 12 января 2020 года, Лушаку дебютировал в составе сборной, выйдя на поле на 33-й минуте и покинув его в середине второго тайма.

## Клубная статистика
| Выступление       | Выступление      | Выступление      | Лига | Лига | Кубки | Кубки | Конт. кубки | Конт. кубки | Итого | Итого |
| Клуб              | Лига             | Сезон            | Игры | Голы | Игры  | Голы  | Игры        | Голы        | Игры  | Голы  |
| ----------------- | ---------------- | ---------------- | ---- | ---- | ----- | ----- | ----------- | ----------- | ----- | ----- |
| АФК Эскильстуна   | Алльсвенскан     | 2019             | 13   | 0    | 1     | 0     | 0           | 0           | 14    | 0     |
| АФК Эскильстуна   | Суперэттан       | 2020             | 27   | 2    | 3     | 1     | 0           | 0           | 30    | 3     |
| АФК Эскильстуна   | Суперэттан       | 2021             | 25   | 0    | 1     | 0     | 0           | 0           | 26    | 0     |
| АФК Эскильстуна   | Итого            | Итого            | 65   | 2    | 5     | 1     | 0           | 0           | 70    | 3     |
| → ИФК Эскильстуна | Дивизион 1       | 2019             | 1    | 0    | 0     | 0     | 0           | 0           | 1     | 0     |
| → ИФК Эскильстуна | Итого            | Итого            | 1    | 0    | 0     | 0     | 0           | 0           | 1     | 0     |
| Всего за карьеру  | Всего за карьеру | Всего за карьеру | 66   | 2    | 5     | 1     | 0           | 0           | 71    | 3     |

## Статистика в сборной
| Матчи и голы Исмета Лушаку за национальную сборную Косова | Матчи и голы Исмета Лушаку за национальную сборную Косова | Матчи и голы Исмета Лушаку за национальную сборную Косова | Матчи и голы Исмета Лушаку за национальную сборную Косова | Матчи и голы Исмета Лушаку за национальную сборную Косова | Матчи и голы Исмета Лушаку за национальную сборную Косова |
| №                                                         | Дата                                                      | Оппонент                                                  | Счёт                                                      | Голы                                                      | Соревнование                                              |
| --------------------------------------------------------- | --------------------------------------------------------- | --------------------------------------------------------- | --------------------------------------------------------- | --------------------------------------------------------- | --------------------------------------------------------- |
| 1                                                         | 12 января 2021                                            | Швеция                                                    | 0:1                                                       | 0                                                         | Товарищеский матч                                         |

Итого:1 матч и 0 голов; 0 побед, 0 ничьих, 1 поражение.